# Reykholtsdalur
La Reykholtsdalur, toponyme islandais signifiant littéralement en français « la vallée de Reykholt », est une vallée d'Islande située dans l'Ouest du pays.

## Géographie
Rectiligne et orientée est-ouest, la vallée est encadrée par deux reliefs relativement peu marqués et aux formes arrondies constituant le prolongement des Hautes Terres d'Islande situées à l'est et notamment le volcan Ok. Elle est drainée par la Reykjadalsá qui prend sa source juste en amont du début de la vallée et qui comporte de nombreux petits affluents ; elle se jette dans la Hvítá peu après être sortie de la Reykholtsdalur. Au centre de la vallée, en rive droite, se trouve la localité de Reykholt qui a donné son nom à la vallée.
À la sortie de la vallée se trouve la localité de Kleppjárnsreykir et juste au nord de celle-ci, au bord de la Reykjadalsá, la Deildartunguhver, la source chaude au débit le plus important d'Europe.
La route 518 remonte la Reykholtsdalur depuis Kleppjárnsreykir jusqu'au milieu de la vallée où elle emprunte juste après Reykholt un petit col en direction du nord. Au-delà de Reykholt, elle se prolonge néanmoins par la route 519 qui remonte la vallée. En rive gauche, un chemin dessert les quelques habitations qui se trouve sur le côté sud de la vallée.